# 512

512(오백십이)는 511보다 크고 513보다 작은 자연수다.

## 수학
- 합성수로, 그 약수는 총 10개다. (1, 2, 4, 8, 16, 32, 64, 128, 256, 512)
  - 512의 진약수의 합은 511이므로, 512는 부족수다.
- 8번째 세제곱수(83)다. 앞의 세제곱수는 343, 다음 세제곱수는 729다.
- 2번째 9제곱수(29)다. 다음 9제곱수는 19683이다.
- 8번째 이십각수다. 앞의 이십각수는 385, 다음은 657이다.
- 두 자리 이상의 2의 거듭제곱 중 가장 작은 하샤드 수다.

## 과학
- NGC 512(영어판): 안드로메다자리 방향에 있는 나선은하.

## 교통

### 철도
- 수도권 전철 5호선 김포공항역의 역번호.

### 도로
- 고속도로
  - 유럽 고속도로 512호선: 프랑스 르미르몽에서 뮐루즈까지 이어지는 유럽 고속도로.
- 기타 도로
  - 512번 지방도: 충청북도 청주시 상당구 낭성면에서 세종특별자치시 연동면까지 이어지는 대한민국의 지방도.
  - 현도 제512호선

## 군사
- U-512(영어판, 독일어판): 제2차 세계 대전에 사용된 나치 독일의 군용 잠수함.

## 문화유산
- 대한민국의 보물 제512호: 충주 단호사 철조여래좌상
- 대한민국의 사적 제512호: 경주 대릉원 일원

## 방송
- KT HCN의 빌리어즈TV 채널 번호.

## 기타
- 날짜: 5월 12일
- 연도: 512년, 기원전 512년